# Кара-Суу (Лейлекский район)

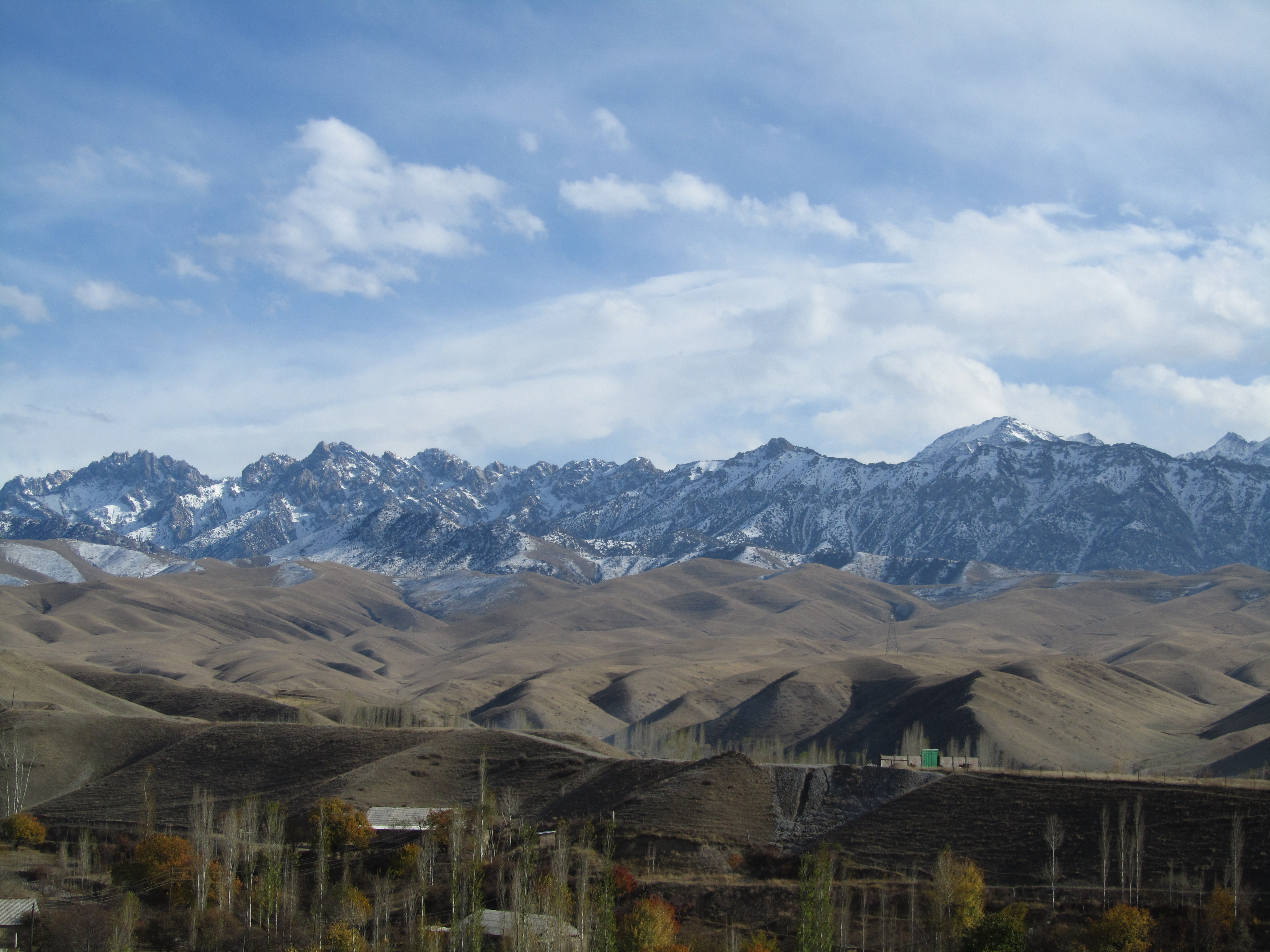
На горизонте горы Туркестанского хребта

Кара-Суу (кирг. Кара-Суу) — село в Лейлекском районе Баткенской области Кыргызстана. Входит в состав Лейлекского аильного округа.
Расположено в юго-западной части Кыргызстана близ реки Кара-Суу на расстоянии около 56 км от г.Худжанд (Таджикистан). Расстояние до киргизской столицы г. Бишкек составляет примерно — 507 км.
Согласно переписи 2009 года, население Кара-Суу составляло 1243 человека. Село находится в зоне возможной активизации селевых потоков.